# Ljungby kommunbibliotek
Ljungby kommunbibliotek öppnades 1982, ritades av arkitekten Jan Wallinder, och har en interiör designad av Rolf och Margareta Åberg. Det besöks dagligen av mellan 500 och 800 personer och har en yta på 3 030 kvadratmeter. I biblioteksbyggnaden finns även en mindre konsthall och ett eget café.

## Historik

### Tre rum och kök på Storgatan
I början av 1900-talet fanns det ett flertal mindre bibliotek i Ljungby.
Ljungby folkbibliotek öppnade i oktober 1920 i och med att man tagit fram dess stadgarna. Biblioteket var placerat i kommunalrummet och hade öppet varje lördag mellan klockan två och halv tre. Det sköttes av ordförande i biblioteksstyrelsen rektor Gustav Strömvall och bibliotekarie överlärare Algot Björkman.
Ljungby köpings bibliotek, som hade enskilt avsedda lokaler i Vinkelhaken 4 på Storgatan, ett stenkast från Ljungby tingsrätt, förhyrdes redan 1921 men öppnade inte förrän 1922. Lägenheten som biblioteket låg i hade tre rum och kök med tillhörande vedbod, tillträde till tvätthus, och en hyressumman på 650 kronor om året. Med bidrag från staten, på 218 kronor och 94 öre, köpte man den första oktober 1921 in 36 nya böcker. Samlingen bestod då av 78 böcker och 23 dagstidningar. Biblioteksstyrelsen bestod av förste ordförande häradshövding Nils Munck af Rosenschöld, förste sekreterare folkskollärare Ernst Malmertz och bagarmästare Axel Johansson.
1921 fanns det fem olika bibliotek i Ljungby; Ljungby municipalsamhälle(Ljungby köping), Ljungby landskommun, Logen 2876 Ljung, ABF, och Logen Finnveden. Ernst Malmertz kallade representanter från dessa bibliotek till ett möte angående en eventuell sammanslagning. Logen 2876 Ljung och ABF sa att de inte kunde medverka i en sammanslagning, och Logen Finnveden uteblev. Däremot kom representanterna från Ljungby kommun och Ljungby köping överens om att slå ihop sina bibliotek. Kort därefter flyttade Ljungby kommun sin samling till Ljungby köpings bibliotek på Storgatan. I slutet av 1927 hade Ljungby 2 924 invånare och biblioteket på Storgatan hade 769 band samt 176 låntagare.

### Köpingsgården, gamla träskofabriken

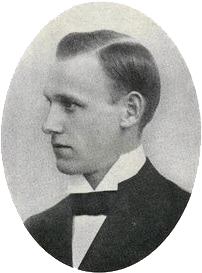
John Howding (1932) bibliotekarie och sedermera biblioteksföreståndare vid Ljungby Köpings Bibliotek.

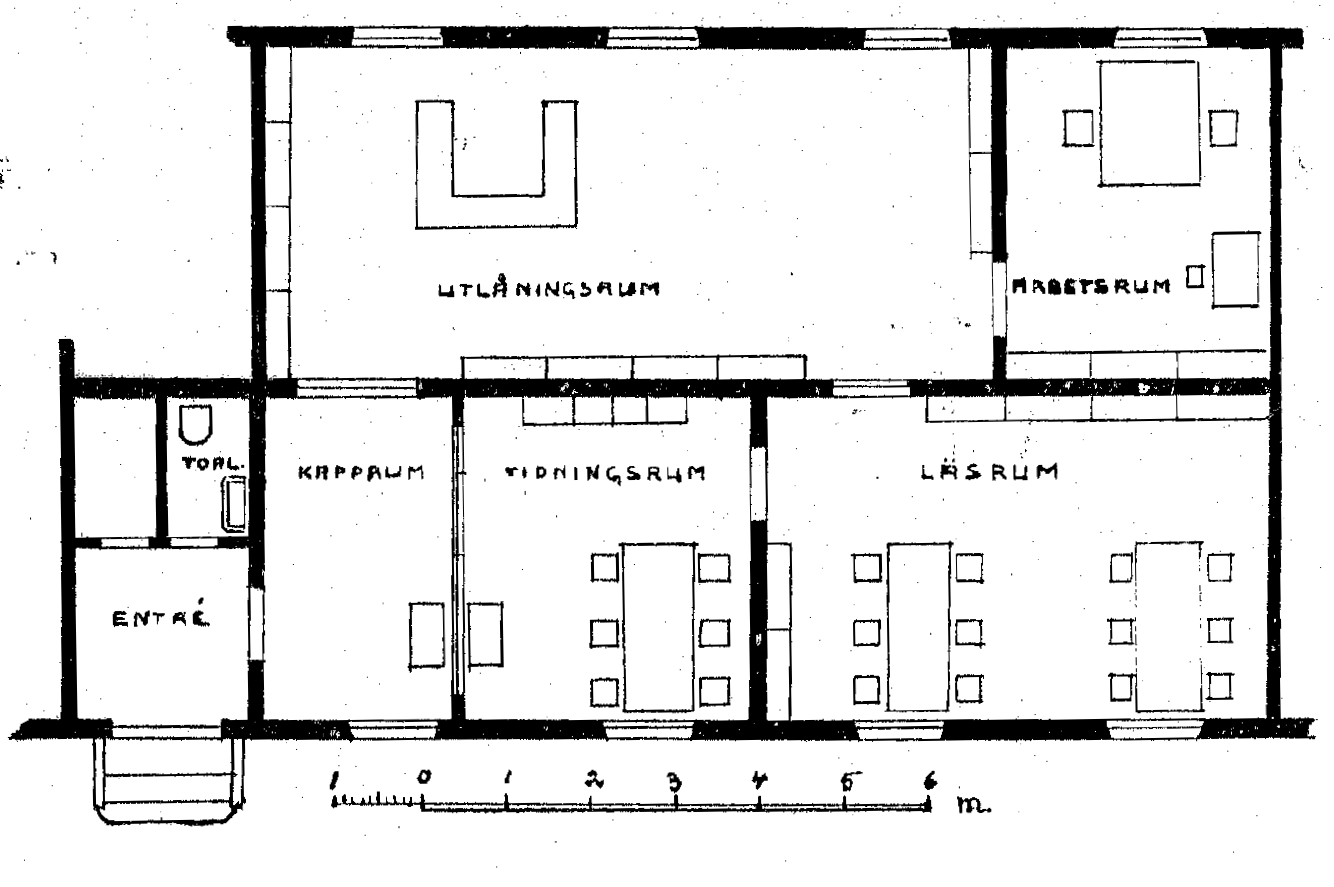
Översikt av biblioteket på Köpingsgården år 1937.

1928 flyttade biblioteket till den gamla träskofabriken Köpingsgården på Skånegatan, som de 1925 hade köpt för 40 000 kronor. I och med flytten fick biblioteket ytterligare två rum och hade nu en yta på 48 kvadratmeter. Bibliotekarie där blev John Howding, som 1925 hade avlöst Ernst Malmertz. John Howding lyckades fyrdubbla bibliotekets statsbidrag genom att formellt bli biblioteksföreståndare och införskaffa en handbokssamling av uppslagsböcker. Men både John Howding och biblioteksassisten Karl Loby blev även tvungna av Skolöverstyrelsen att gå på en två veckors bibliotekskurs i Stockholm.  1936 utökades bibliotekets lokaler till 85 kvadratmeter, efter flera år av Skolöverstyrelsen klagan på de alltför små lokalerna. I biblioteksbladet sa John Howding:
"[...] Då Ljungby är vårt lands näst yngsta stad och därtill en av de mindre, med endast cirka 5.000 invånare, torde väl ingen vänta, att staden redan nu skulle kunna framträda bland dem, som under sistförflutna året skaffat sig ståtliga nybyggnader med modernt inredda bibliotek... Det är biblioteksstyrelsen förhoppningar att dessa lokaler, fastän små och enkla, dock skola bli en lugn tillflykt för dem av stadens invånare, för vilka nyttiga kunskaper och angenäm förströelse är det eftersträvade målet." - John Howding 
1937 lyckade John Howding till slut få till den sammanslagning, som delvis hade misslyckats femton år tidigare, av de resterande biblioteken i Ljungby. Man fick då in mellan 550 och 600 nya band, vilket kan jämföras med de endast 184 nyinköpta titlar som bibliotekets dåvarande budget tillät. 1941 nådde biblioteket en toppnotering på 11 800 utlån och 900 låntagare, med en befolkning på runt 5 300 invånare. 1957 anställdes Ljungbys första fackutbildade stadsbibliotekarie.

### Brunnsparken, den före detta restaurangen
Den 1 juli 1965 flyttade biblioteket till större lokaler på 350 kvadratmeter i Brunnsparken, då den förra restaurangen flyttat till det nybyggda Terraza-huset. Under slutet av 60-talet lånade biblioteket ut 60 000 böcker om året och hade öppet 28 timmar i veckan. 1971 skedde kommunindelningsreformen vilket ökade befolkningen i Ljungby kommun till 26 000 invånare; men biblioteket var endast anpassad till en befolkning av halva den storleken, trots att man byggt ut byggnaden till 500 kvadratmeter. Kulturnämnden i Ljungby, som nu ersatt biblioteksstyrelsen, kom fram till att det fanns för lite personal, för få böcker, och för små lokaler.

#### Bokbussen
Som en första lösning på dessa problem så köpte man in en bokbuss vilken gjorde sin första tur den 23 augusti 1976. Under första turen hade man med sig 2 400 böcker i bussen och man hade tidigare under året köpt in 700 böcker, varav 165 barnböcker. Men då detta inte räckte så fick man 2 000 böcker till låns från landsbiblioteket i Växjö. Man skulle även sedermera begära extra anslag från Kulturnämnden på 40 000 kronor för att kunna fylla bussen med egna böcker. Den 15 oktober 1976 visade TRU ett 10 minuter långt program om bokbussen i Ljungby kallat "Fråga om framtiden - ett rullande bibliotek", en del av den tre avsnitt långa serien "Fråga om framtiden". Programmet tog bland annat upp frågor kring filialbiblioteken.
År 1979 stod bokbussen för tjugoåtta procent av antalet totala utlåningar, lika mycket som hela stadsbiblioteket under slutet av 1960-talet.

#### Planerna på en biblioteksbyggnad
Efter bokbussen så påbörjade man steg två i att försöka lösa storleksproblemet, ett nytt bibliotek. Förkastade förslag från 1974 och 1975 hade förslagit en utbyggnad av biblioteket, men 1977 kom man fram till att man måste bygga en helt ny anpassad biblioteksbyggnad som skulle kunna fungera under de närmaste 20-30 åren. 1979 beslöt kommunfullmäktige att bygga den nya biblioteksbyggnaden sammanslaget med ett nytt förvaltningshus i kvarteret Herkules i utkanten av Ljungbys centrala delar. Förslaget skapade debatt samtidigt som det visade sig att kommunens budget inte räckte till att bygga de båda husen, plus den ishall som även planerades. För att spara miljoner och slippa bygga ett "lyx- och skrytbibliotek" föreslogs det att man kunde bygga om en gammal bilhall. 1981 beslöt kommunfullmäktige att endast bygga biblioteksbyggnaden i kvarteret Herkules vid Södra Järnvägsgatan. Planerna på ett nytt förvaltningshus skrotades och man byggde istället ut det nuvarande huset på Olofsgatan.

## Ljungby bibliotek

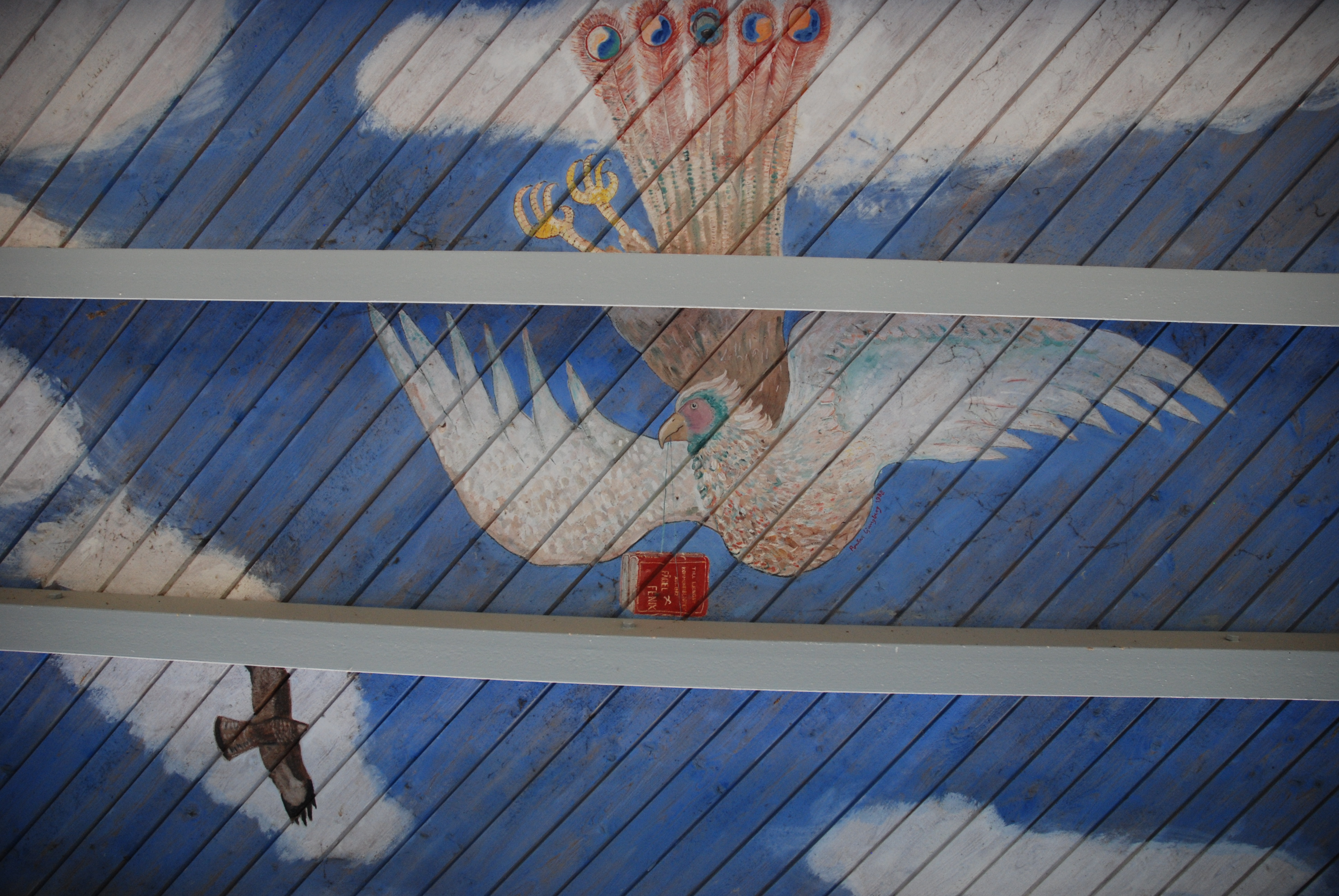
Pontus Ljungbergs målning av Fågel Fenix på skärmtaket över entrén till biblioteket.

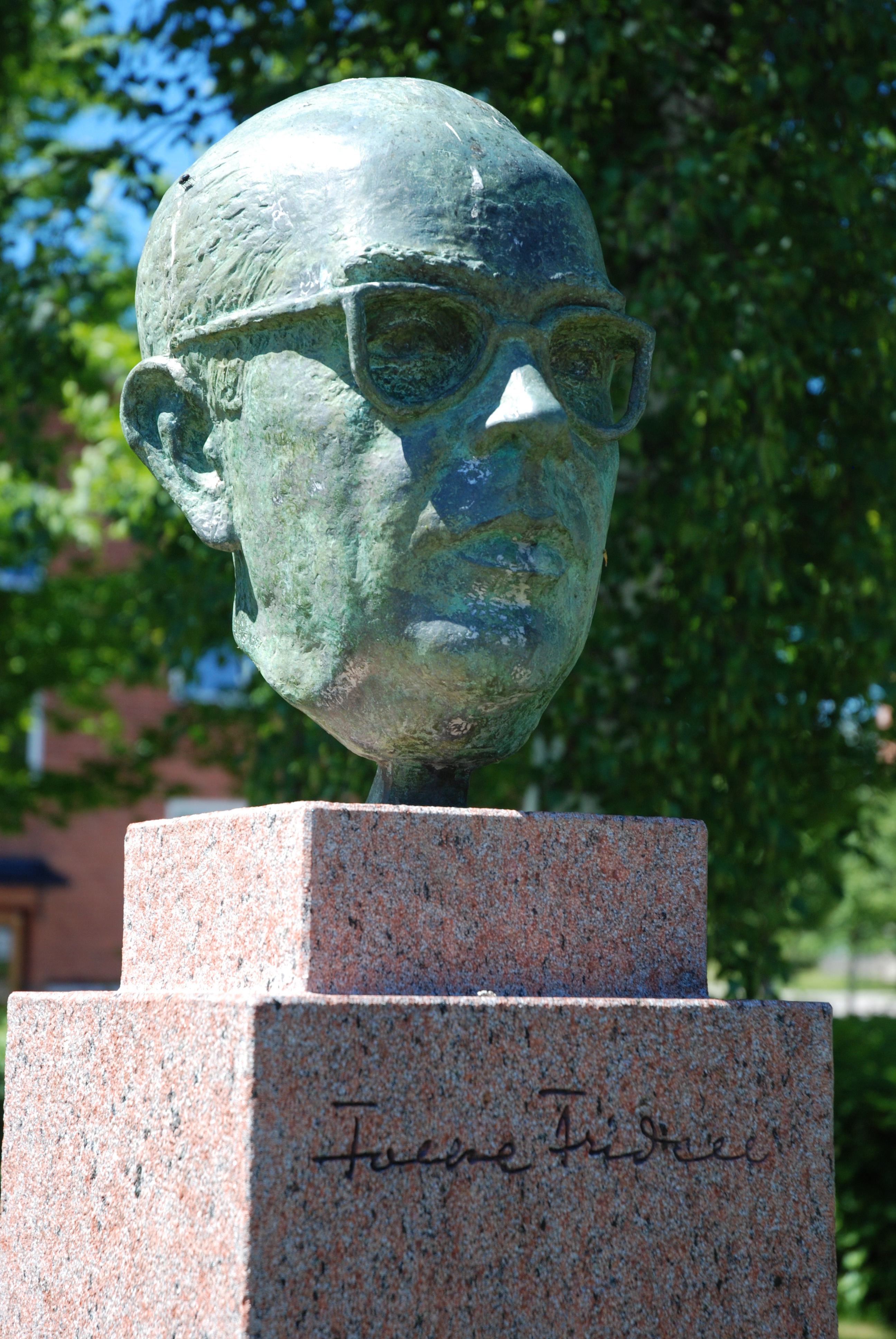
Porträtt av Folke Fridell av Maire Männik utanför biblioteket.

Ljungby Kommunbiblioteket öppnades i oktober 1982 och ritades av arkitekten Jan Wallinder. Vid öppningen tjänade biblioteket en befolkning på 27 000 invånare, innehöll 60 000 volymer, och lånade ut under öppningsåret 141 000 böcker.
Biblioteksbladet, 1985, inledde en artikel med orden "biblioteket i Ljungby har av sakkunniga bedömare både funktionellt och arkitektoniskt betecknats som den kanske intressataste biblioteksbyggnad, som på senare år uppförts i Sverige". Dock kommenterade de bibliotekets placering som "alltför långt från centrum". Per Nyeng från danska facktidskriften Bibliotek 70 beskrev bibliotekets interiör som "en sand fryd for øjet". Bibliotekarien Ingemar Ehlin från Uppsala Stadsbibliotek ansåg att det var ett av de intressantaste biblioteken för sin tid, tack vare den nyskapande arkitekturen och sin funktionalitet. Även han var dock kritisk till bibliotekets placering på en gamla industritomt i "stadens utkant" bland spridda lägenheter och småhus.

### Placering
I de ursprungliga planerna var tanken att biblioteket skulle vara en flygel till Ljungbys planerade förvaltningsbyggnad, så blev inte fallet men spåren av detta beslut finns fortfarande kvar. Biblioteket ligger avigt placerat ett gott stycke från stadskärnan, som endast med god vilja kan kallas centralt, omgiven av lägenheter och småhus utan någon till synes försvarlig anledning till sin position. Frånvaron av det planerade förvaltningshuset är även en av anledningarna till att byggnaden ligger placerad ovanligt långt in på sin tomt. Placeringen gör det svårt att attrahera förbipasserande då det finns lite insyn mot hyllor, böcker, och besökare. Däremot kan detta avvikande bidra till att biblioteket fäster sig i minnet.

### Utsidan
Biblioteket är en röd, två vångar hög, tegelbyggnad med svart papptak som till utseende liknar, till viss del, en platt pyramid med breda trappsteg i glas. Byggnaden är nästa symmetrisk, olikt andra allmänna byggnader i Ljungby, med endast den utskjutande konsthallen och föreläsningssalen som bryter sig fri. På skärmtaket ovanför entrén finns Pontus Ljungbergs målning av Fågel Fenix. På byggnaden motsatta sida träder personalutrymmen, garage, och lastkaj fram vilket ger byggnaden - enligt Ingemar Ehlin -  "två distinkta fasader istället för en fram- och baksida".
Framför biblioteket finns det en stor gård, en följd av den förut planerad förvaltningsbyggnadens frånvaro och byggnadens därmed ovanliga placering långt in på tomten. Gården utgörs till största delen av träd, buskage, och gräsytor. Centralt på gården finns Ingemar Svenssons skulptur "Glob" från 1981, Ljungbys första icke-föreställande konstverk. På gården västra sida finns Maire Männiks byst av Folke Fridell från 1989, en av Sveriges ledande arbetsförfattare som föddes och levde i Lagan utanför Ljungby. I sydöstra delen av gården finns sedan 1988 Harald Ahlmans "Labyrint", en labyrint baserad på historiska labyrinter skapad av 463 stenar.

### Insidan
I direkt anslutning till bibliotekets entré finns tidningsrummet som vanligtvis öppnar ett par timmar innan biblioteket i övrigt. Tidningsrummet är en del av det stora biblioteksrummet, men ligger avskiljt medelst bokhyllor och skärmar. Direkt när man kommer in i biblioteket möts man av lånedisken som flankeras av Sven Ljungbergs som björkstammar formade ugglepelare.
Själva biblioteksrummet är ett stort öppet rum utan avskärmande väggar. Beslutet bakom detta grundade sig att göra byggnaden överskådlig och lätt att orientera sig i. Arkitekten Jan Wallinder har sagt: "Är tomtstorleken gynnsam och bibliotekets storlek måttlig som i Ljungby kan en biblioteksplan läggas upp så att de publika rummen presenterar sig för besökaren redan vid första steget in i huset". Till vänster om entrén finns barnbibliotek och till höger finns vuxenbiblioteket. Båda dessa avdelningar möts även upp i andra änden av biblioteksrummet där passagen till ljusgården, som de båda omger, går att finna.
Arbetsrummen är förlagda till ovanvåningen av byggnadens två våningar höga mittparti som löper runt den rektangulära, helt öppna, ljusgården. Samtliga dessa rum har fönster in mot ljusgården och dörrar ut till galleriet som tar formen av en mezzaninvåning och ger personalen uppsikt över vad som händer i biblioteksrummet. Galleriet har blivit ledmotivet till hela byggnaden och påminner besökarna om det ständiga arbetet som pågår i biblioteket.
Interiören designades av Rolf och Margareta Åberg, som bland annat införde Sveriges första steglösa höj- och sänkbara disk i biblioteket. I ljussättningen arbetade Rolf Åberg mycket med kombinationen av dagsljus och elbelysning. Istället för en fast central belysning integrerades armaturen med inredningen. Detta medförde att hyllorna kan flyttas utan att ljussättningen berörs samt att belysningen blir jämnare från översta till nedersta hyllan.

## Filialer
Ljungby kommunbibliotek har filialer i Lagan och Lidhult. Det finns även en bokbuss som besöker olika hållplatser i kommunen.